# 苏怀

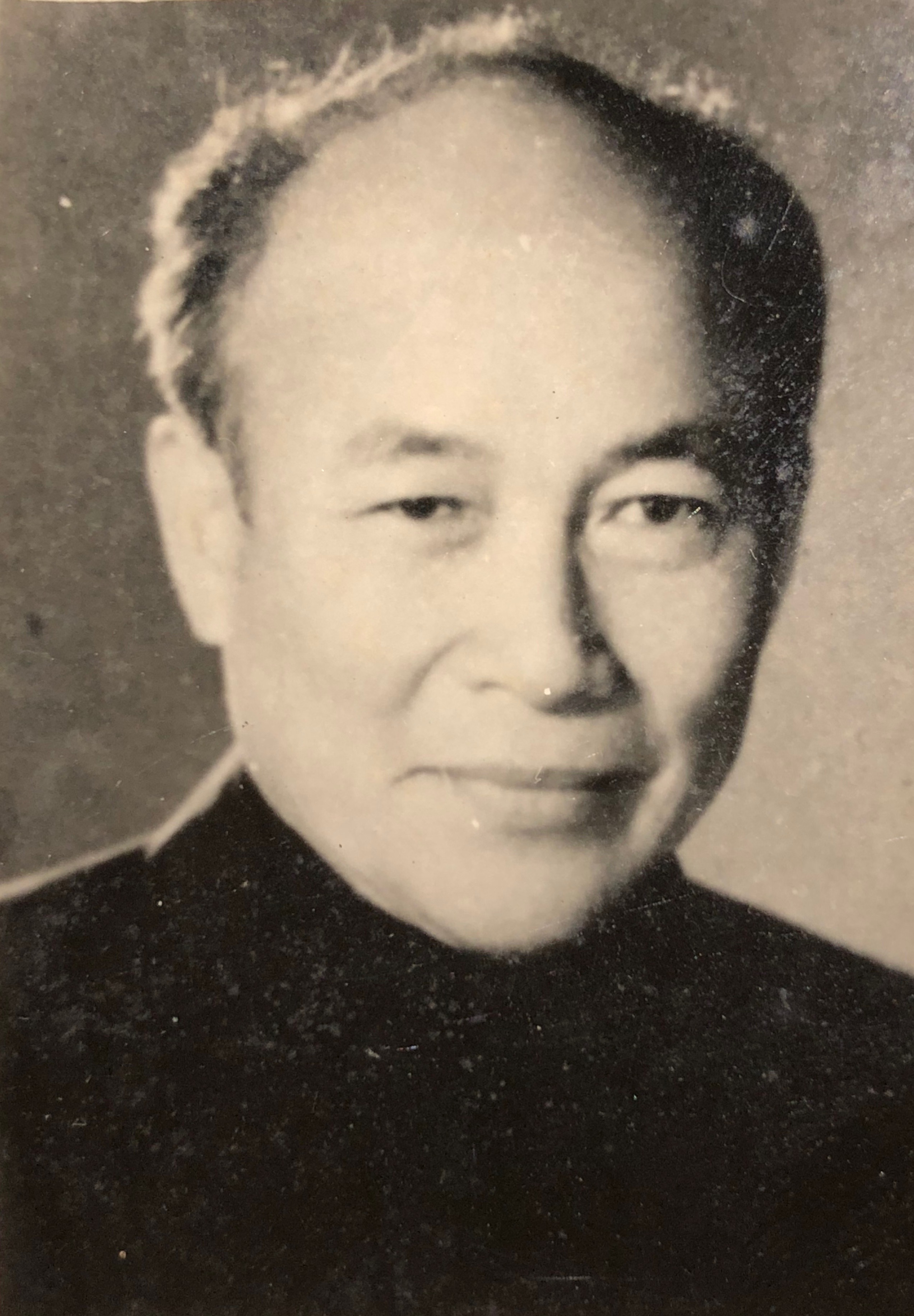
苏怀

苏怀（1920年9月27日—2014年7月6日），原名阮森，越南河东省青威县（今河内市青威县）人，作家、记者。除苏怀外，亦有梅庄、泰安、红花等笔名。16岁步入文坛，1941年发表童话故事《蝼蛄漂流记》。1943年开始参与印度支那共产党在河内的秘密活动。1945年八月革命后负责《救国报》工作。第一次印度支那战争爆发后大多数时间生活于越北地区，这使他有机会深入各少数民族了解当地民情，并写下关于少数民族战斗生活的作品，包括《西北故事》、《救国山》、《西区》等。此外，他还著有《鼠窝》、《十年》等主要作品。1996年获文艺类胡志明奖。